# Ten American Painters
Ten American Painters (The Ten), cioè "I Dieci pittori americani" (o "I dieci") è stata un'associazione di 10 pittori americani impressionisti della fine dell'Ottocento che, nel 1897, diedero le dimissioni dalla "Società degli artisti americani" per protestare contro la commercializzazione che dominava le loro mostre e l'ambiente da "circo equestre" che le caratterizzava.

La Società si era distaccata vent'anni prima dall'Accademia Nazionale di Estetica sotto le pressioni di artisti come Mary Cassatt, James Whistler, Thomas Eakins e Winslow Homer.
Abbott Handerson Thayer e Winslow Homer chiesero in seguito di far parte del gruppo, ma furono rifiutati. Quando Twachtman morì nel 1902 fu William Merritt Chase a prenderne il posto.
I dieci furono attivi a New York e a Boston e vennero considerati come i rappresentanti dell'impressionismo americano. Per vent'anni essi organizzarono le loro mostre e si sentirono come pittori attuali, anche se la loro arte sembrava guardare al passato, a paragone con il "Realismo urbano" e altri movimenti più innovatori e più adatti a richiamare l'interesse del pubblico.
I dieci pittori furono:
- Childe Hassam
- Julian Alden Weir
- John Henry Twachtman (poi William Merritt Chase)
- Robert Lewis Reid
- Willard Leroy Metcalf
- Frank Weston Benson
- Edmund Charles Tarbell
- Edward Emerson Simmons
- Thomas Wilmer Dewing
- Joseph DeCamp

## Bibliografia

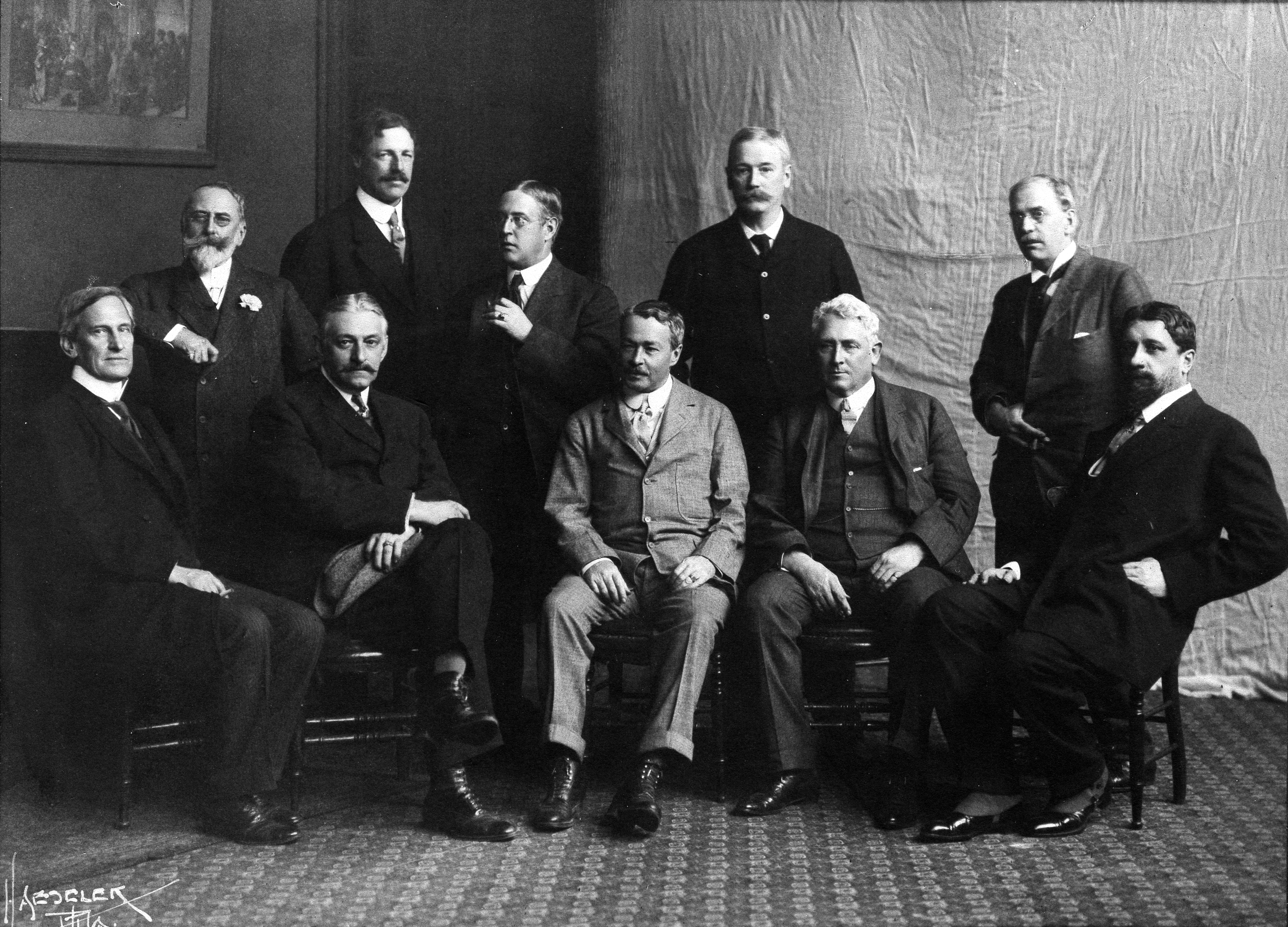
I dieci nel 1908